# Museo Arqueológico de Mesolongi
El Museo Arqueológico de Mesolongi o Xenokratio es un museo que está en Mesolongi, la capital de Etolia-Acarnania, en Grecia.
Contiene una colección de objetos arqueológicos de periodos comprendidos entre la prehistoria y la época romana procedentes de toda el área de Etolia-Acarnania.

## Edificio
El edificio en el que se ha ubicado el museo fue construido en estilo neoclásico entre 1885 y 1889 con financiación de Konstantinos Xenokratis y estuvo funcionando muchos años como una escuela. En el año 2011 se otorgó al Ministerio de Cultura de Grecia para la construcción del museo, que se inauguró en 2021. Además de su actividad como museo, el edificio se utiliza para eventos recreativos y educativos.

## Colecciones
El museo cuenta con siete salas de exposición que presentan el material arqueológico ordenado cronológicamente.
En la sala dedicada a la prehistoria se explica la evolución de la actividad humana desde el paleolítico y neolítico hasta la Edad del Bronce. Destacan los hallazgos de herramientas y armas de la Edad del Bronce del sitio de Psorolizi, cerca de Calidón.
Otra área está dedicada a las excavaciones más recientes de la región. Entre ellas figura la de la necrópolis de Stamná, que pertenece a los primeros tiempos históricos. Entre los objetos encontrados son muy destacables tres recipientes de cobre del periodo protogeométrico que fueron utilizadas como urnas funerarias y que contenían huesos quemados de los difuntos además de ajuar funerario envuelto en telas. En esta misma sala se exponen algunos objetos de uso cotidiano y ofrendas votivas de un santuario de Halicirna.
Por otra parte, hay dos salas dedicadas a la región de Etolia. Los hallazgos de la zona costera proceden principalmente de la ciudad de Calidón, pero también de Halicirna, Pleurón, Naupacto y Calcis, mientras que otros proceden del área de los lagos Lisimaquia y Triconida, de las ciudades de Triconio, Agrinio, Arsínoe, Acras y otros asentamientos más pequeños no identificados.
Otras dos salas se dedican a la región de Acarnania, por un lado el área correspondiente al golfo de Ambracia y Acarnania occidental, que incluye hallazgos de las ciudades de Palero, Ástaco y Alicia. Por otro lado, las zonas del tramo del río Aqueloo correspondiente a la región, que incluye objetos procedentes de Estrato y Eníadas, entre otros lugares.
Otra sala expone la historia de las ligas Etolia y Acarnania, mediante las que se organizaron instituciones comunes en ambas regiones que abarcaron aspectos económicos, religiosos y políticos, entre otros, durante un determinado periodo histórico. Los objetos expuestos en esta zona incluyen monedas, inscripciones, joyas y esculturas.